# Andrew Howard
Andrew William Howard és un astrofísic estatunidenc especialitzat en la detecció i caracterització de planetes extrasolars, dels quals n'ha descobert deu.
Howard es graduà a l'Institut Tecnològic de Massachusetts el 1998, posteriorment realitzà un màster a la Universitat Harvard on també s'hi doctorà el 2006. Continuà la seva tasca de recerca a la Universitat de Califòrnia a Berkeley (2007-2012) i a la Universitat de Hawaii (2012-2016). Des del 2016 és professor d'Astronomia a l'Institut Tecnològic de Califòrnia.
Les seves àrees de recerca se centren en la detecció i caracterització d'exoplanetes, en particular dels petits que s'acosten a la mida de la Terra; la caracterització d'atmosferes de super-Terres; obtenció d'algoritmes per a les anàlisis estadístiques de dades; disseny d'espectròmetres per detectar i caracteritzar planetes extrasolars; i recerques de senyals d'impulsos infrarojos i òptics relacionats amb la vida extraterrestre.
És descobridor, com a primer autor, dels exoplanetes: HD 7924 b (2009); GJ 179 b, HD 13931 b, HD 34445 b i HD 126614 A b (2010); HD 192310 b, HD 97658 b i HD 156668 b (2011); HAT-P-17 b (2012); i GJ 15 A b (2014).
El 2013 fou guardonat amb el Premi Cozarelli, en la categoria de Ciències Físiques i Matemàtiques, per l'article The prevalence of Earth-size planets orbiting Sun-like stars del qual és coautor juntament amb Erik A. Petigura i Geoffrey W. Marcy, que també foren guardonats.